# دختری با یک چمدان
 دختری با یک چمدان (انگلیسی: Girl with a Suitcase) فیلمی در ژانر درام رمانتیک به کارگردانی والریو زورلینی است که در سال ۱۹۶۱ منتشر شد.

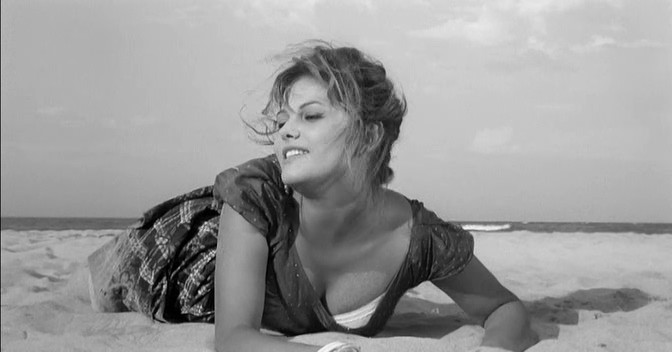
کلودیا کاردیناله در نمایی از فیلم

## داستان
«لورنزو»، نوجوانی شانزده ساله که در خانواده ای ثروتمند به دنیا آمده‌است، تلاش می‌کند تا اوضاع را با «آیدا»، دختری که برادر بزرگترش با او بدرفتاری کرده را درست کند و…

## بازیگران
- کلودیا کاردیناله در نقش آیدا
- ژاک پرن در نقش لورنزو
- لوچانا آنجولیلو در نقش عمه
- رناتو بالدینی در نقش فرانسیس
- ریکاردو گرونه در نقش رومولو
- جان ماریا ولونته در نقش پیر
- اِدا سولیگو در نقش معلم
- چیچو باربی
- کورادو پانی